# Aceretta
L'Aceretta è un valico dell'Appennino abruzzese, in provincia dell'Aquila, che mette in collegamento l'area della Vallelonga a nord-ovest con Pescasseroli e il monte Marsicano a sud-est.

## Storia

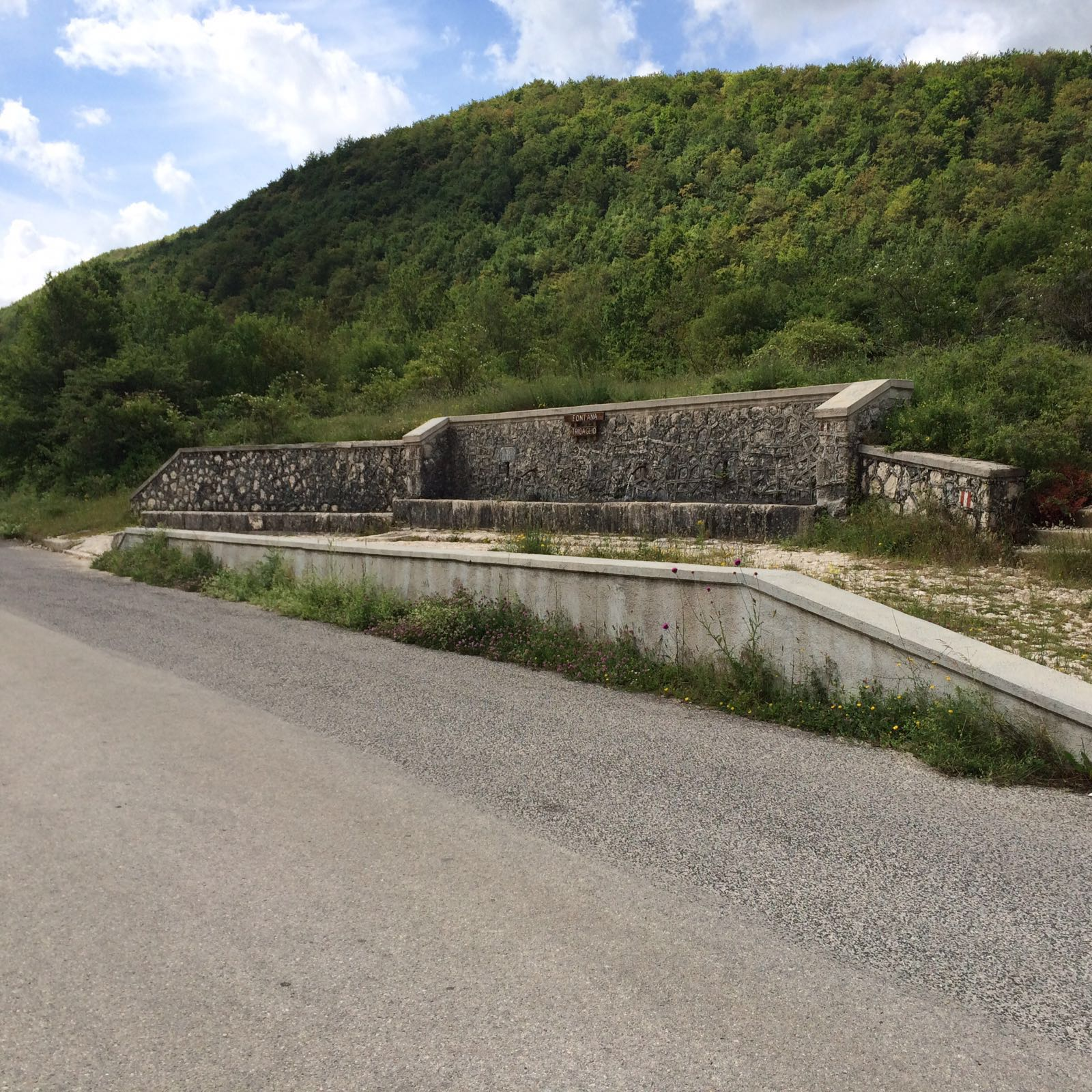
Abbeveratoio posto all'inizio del sentiero della Madonna della Lanna

Nelle località di Cona Rovara e Costa di Fonte Astuni alcuni ritrovamenti archeologici, come stele e frammenti fittili e di attrezzi agricoli, farebbero risalire la frequentazione di questi luoghi da parte delle tribù italiche già in epoca preromana. 
Alcuni studiosi dell'università di Pisa  hanno datato al I secolo d.C. i recinti delle fortificazioni marse delle località note nel Medioevo come Angre in valle Marculana (1203 m s.l.m.), San Totaro, Ricanale e Morge dei Monaci (996 m s.l.m.). L'ocre era posto a difesa del confine con i Volsci.
L'area montana dell'Aceretta, nota anche come Prati d'Angro, i monti Pratillo, Fossetta e Macchiatavana, furono inclusi nella riserva reale Alta Val di Sangro tra il 1873 e il 1878 e tra il 1902 e il 1912.
Sin dall'istituzione del parco nazionale d'Abruzzo, avvenuta ufficialmente l'11 gennaio 1923, ne fa parte unitamente alle aree montuose limitrofe e confinanti di Collelongo, Pescasseroli e alle zone della Cicerana e del Passo del Diavolo, tra i comuni di Lecce nei Marsi e Gioia dei Marsi.
Dal 27 al 31 luglio del 1977, a oltre 1200 m s.l.m. dei prati d'Angro, si tenne un festival musicale e ambientale in stile Woodstock intitolato "Lorso, nel sacco a pelo, con la chitarra" che radunò nella località marsicana migliaia di nostalgici hippie giunti da tutta Italia.

## Descrizione
Il valico che, unitamente al rifugio di montagna e alla fonte, prende il nome dall'area montana ricca di aceri, è posto ai margini meridionali della Vallelonga a quota 1686 m s.l.m. Mette in comunicazione i passi montani di Villavallelonga e Pescasseroli (AQ) nell'area del parco nazionale d'Abruzzo, Lazio e Molise.
È raggiungibile attraversando il sentiero che conduce alla chiesetta della Madonna della Lanna (1086 m s.l.m.) e all'area propriamente detta "prati d'Angro" (1203 m s.l.m.). Non distanti si trovano la conca sommitale della valle Carbonara e la val Cervara e, sul versante marsicano dell'Alto Sangro, il monte Marsicano e il borgo di Opi.
Nel 2022 è stata inaugurata una statua raffigurante Papa Giovanni Paolo II che unitamente alla stele collocata di fronte alla chiesetta della Madonna della Lanna ricorda le visite che il pontefice fece in questi luoghi.
Un sentiero che parte dalla fontana del Pozzo conduce al vallone del Tasseto, località che ha acquisito il nome della pianta del tasso molto presente in zona, dove è collocata l'omonima piccola grotta.

### Patrimoni dell'umanità dell'UNESCO
La faggeta vetusta della val Cervara nel 2017 è stata dichiarata patrimonio dell'UNESCO, unitamente ad altre faggete dell'area del parco nazionale d'Abruzzo, Lazio e Molise. Con i suoi oltre 500 anni di età è popolata da animali protetti come l'orso bruno marsicano, il lupo appenninico, il camoscio d'Abruzzo e il cervo.

### Ascensioni
- Monte Marcolano (1940 m s.l.m.)
- Monte Schiena di Cavallo (1982 m s.l.m.)
- Sella di Lampazzo
- Balzo dei Tre Confini e rifugio di Iorio.
- Valico della Schiena d'asino, verso il monte Serrone, sulla Serra Lunga
- Monte delle Vitelle (1846 m s.l.m.)[11][12].